# Лазаревка (Крым)

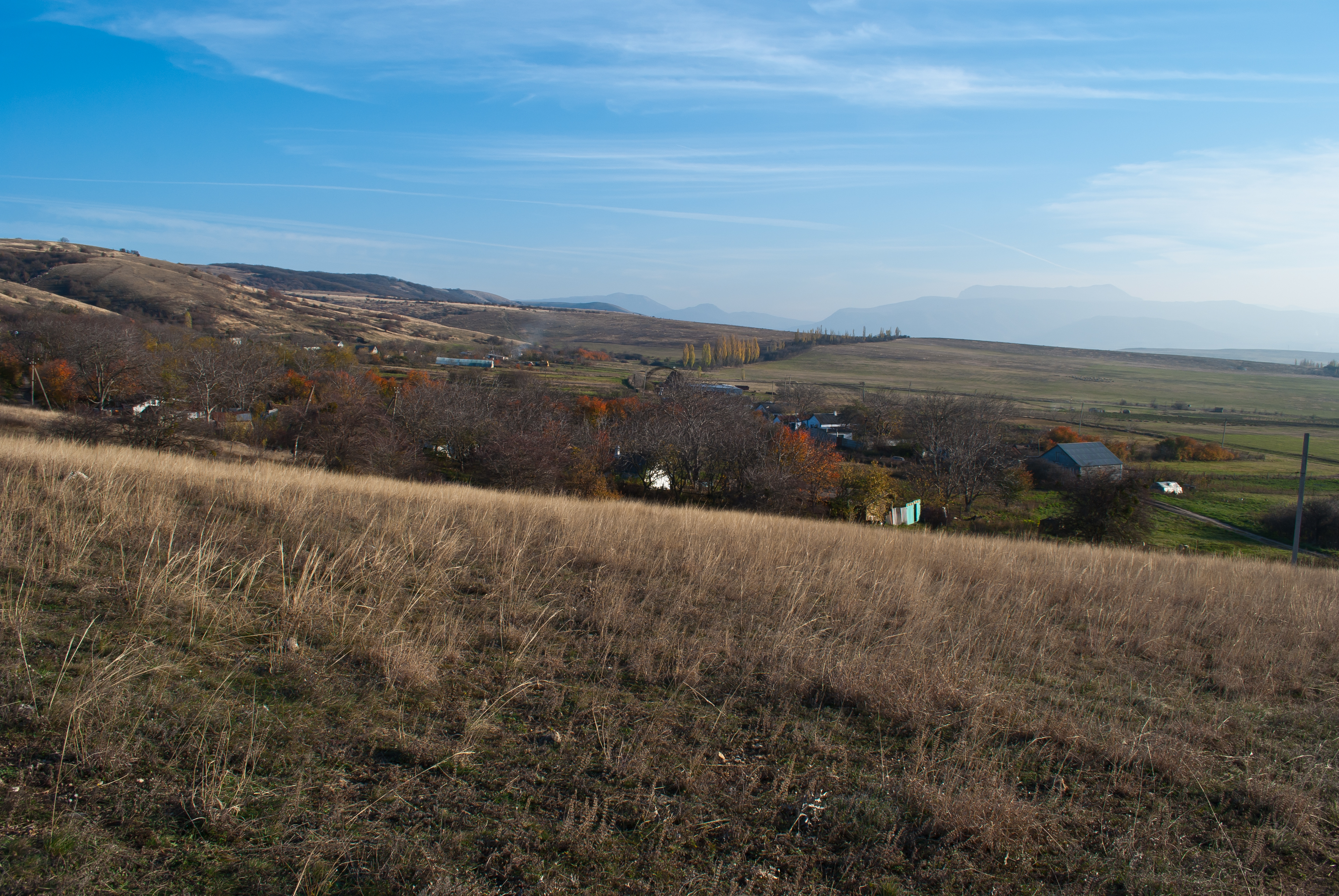
Вид на село

Ла́заревка (до 1948 года Бура́; укр. Лазарівка, крымскотат. Bura, Бура) — село в Симферопольском районе Республики Крым, входит в состав Трудовского сельского поселения (согласно административно-территориальному делению Украины — Трудовского сельского совета Автономной Республики Крым).

## Население
| 2001 | 2014 |
| ---- | ---- |
| 89   | ↘78  |

Всеукраинская перепись 2001 года показала следующее распределение по носителям языка
| Язык             | Процент |
| ---------------- | ------- |
| русский          | 50,56   |
| крымскотатарский | 46,07   |
| украинский       | 3,37    |

### Динамика численности
| - 1805 год — 80 чел. - 1864 год — 29 чел. - 1887 год — 66 чел - 1892 год — 45 чел. - 1902 год — 73 чел. - 1926 год — 144 чел. | - 1939 год — 152 чел. - 1989 год — 70 чел. - 2001 год — 89 чел. - 2009 год — 111 чел. - 2014 год — 78 чел. |

## Современное состояние
В Лазаревке 2 улицы — Верхняя и Нижняя, площадь, по данным сельсовета на 2009 год, занимаемая селением, 15,2 гектара, на которой в 500 дворах числилось 111 жителей.

## География
Лазаревка расположена на юго-востоке района, у границы с Белогорским, примерно в 19 километрах (по шоссе) от Симферополя. Село лежит в пределах Внутренней гряды Крымских гор, на северном склоне долины Малого Салгира, высота центра села над уровнем моря 517 м. Соседние сёла: Ивановка — в 0,7 километра западнее, Денисовка — 3 км на юго-запад, Дружное в 3,5 км южнее и Опушки — 2,5 км на север. Транспортное сообщение осуществляется по региональной автодороге 35-Н-507 (по украинской классификации С-0-11311) от шоссе 35-Н-506 Ивановка — Дружное.

## История
Первое документальное упоминание села встречается в Камеральном Описании Крыма… 1784 года, судя по которому, в последний период Крымского ханства Боре входил в Ехары Ичкийский кадылык Акмечетского каймаканства. После присоединения Крыма к России (8) 19 апреля 1783 года, (8) 19 февраля 1784 года, именным указом Екатерины II сенату, на территории бывшего Крымского Ханства была образована Таврическая область и деревня была приписана к Симферопольскому уезду. После Павловских реформ, с 1796 по 1802 год, входила в Акмечетский уезд Новороссийской губернии. По новому административному делению, после создания 8 (20) октября 1802 года Таврической губернии, Бура была включена в состав Эскиординской волости Симферопольского уезда.
По Ведомости о всех селениях в Симферопольском уезде состоящих с показанием в которой волости сколько числом дворов и душ… от 9 октября 1805 года в деревне Бара числилось 32 двора и 66 жителей, исключительно крымских татар. На военно-топографической карте 1817 года в деревне Бура обозначено 20 дворов. После реформы волостного деления 1829 года Бора, согласно «Ведомости о казённых волостях Таврической губернии 1829 года», остался в составе Эскиординской волости. На карте 1836 года в деревне 12 дворов. Видимо, вследствие эмиграции крымских татар в Турцию, деревня опустела и на карте 1842 года Бора обозначен условным знаком «малая деревня», то есть, менее 5 дворов
В 1860-х годах, после земской реформы Александра II, деревню приписали к Зуйской волости. В «Списке населённых мест Таврической губернии по сведениям 1864 года», составленном по результатам VIII ревизии 1864 года, Бора — владельческая татарская деревня с 6 дворами, 29 жителями и мечетью и развалинами при речке Малом Салгире. На трёхверстовой карте 1865—1876 года в деревне Бура 6 дворов. В «Памятной книге Таврической губернии 1889 года», по результатам Х ревизии 1887 года, записана Бара с 11 дворами и 66 жителями
После земской реформы 1890-х годов деревню передали в состав новой Подгородне-Петровской волости. По «…Памятной книжке Таврической губернии на 1892 год» в деревне Бора, входившей Чавкинское сельское общество, числилось 45 жителей в 10 домохозяйствах. На верстовой карте 1892 года в деревне 7 дворов с русским населением. По «…Памятной книжке Таврической губернии на 1902 год» в деревне Бора, входившей в Чавкинское сельское общество, числилось 73 жителя в 9 домохозяйствах. В Статистическом справочнике Таврической губернии 1915 года,.
После установления в Крыму Советской власти, по постановлению Крымревкома от 8 января 1921 года была упразднена волостная система и село включили в состав вновь созданного Подгородне-Петровского района Симферопольского уезда, а в 1922 году уезды получили название округов. 11 октября 1923 года, согласно постановлению ВЦИК, в административное деление Крымской АССР были внесены изменения, в результате которых был ликвидирован Подгородне-Петровский район и образован Симферопольский и село включили в его состав. Согласно Списку населённых пунктов Крымской АССР по Всесоюзной переписи 17 декабря 1926 года, в селе Бура, Мазанского сельсовета Симферопольского района, числилось 24 двора, все крестьянские, население составляло 144 человека, из них 143 русских и 1 украинец. По всесоюзной переписи населения 1939 года в селе жило 152 человека. В период оккупации Крыма, 13 и 14 декабря 1943 года, в ходе операций «7-го отдела главнокомандования» 17 армии вермахта против партизанских формирований, была проведена операция по заготовке продуктов с массированным применением военной силы, в результате которой село Бура было сожжено и все жители вывезены в Дулаг 241.
В 1944 году, после освобождения Крыма от фашистов, 12 августа 1944 года было принято постановление № ГОКО-6372с «О переселении колхозников в районы Крыма» и в сентябре 1944 года в район приехали первые новосёлы (214 семей) из Винницкой области, а в начале 1950-х годов последовала вторая волна переселенцев из различных областей Украины. С 25 июня 1946 года Бура в составе Крымской области РСФСР 18 мая 1948 года указом Президиума Верховного Совета РСФСР село Бура переименовано в Лазаревку. 26 апреля 1954 года Крымская область была передана из состава РСФСР в состав УССР. До 1958 года Лазаревка входила в Строгановский сельсовет, с 1958 года — во вновь образованный Денисовский.
Указом Президиума Верховного Совета УССР «Об укрупнении сельских районов Крымской области», от 30 декабря 1962 года Симферопольский район был упразднён и село присоединили к Бахчисарайскому. 1 января 1965 года, указом Президиума ВС УССР «О внесении изменений в административное районирование УССР — по Крымской области», вновь включили в состав Симферопольского. В 1975 году был образован Трудовский совет, в который включили село. По данным переписи 1989 года в селе проживало 70 человек. С 12 февраля 1991 года село в восстановленной Крымской АССР, 26 февраля 1992 года переименованной в Автономную Республику Крым. С 21 марта 2014 года в составе Крыма аннексирована Россией.
12 мая 2016 года парламент Украины, не признающий российскую аннексию, принял постановление о переименовании села в Бура (укр. Бура), в соответствии с законами о декоммунизации, однако данное решение не вступает в силу до «возвращения Крыма под общую юрисдикцию Украины» (видимо, считается, что Лазаревка названа в честь Лазаря Кагановича).